# Алекса Божидаревић
Алекса Божидаревић се први пут помиње у повељи Ивана Црнојевића, 1489. године, као кнез Његуша („от Негушах кнез Алекса Божидарович“). У другом помену, од 1503. године, наводи се као: „conte Alehandro di Montenegro“ и „conte Alesa dila Montagna Nigra“. Године 1504. У писаним изворима се помиње као његушки војвода: „conte Aleksa Vayvoda de Negusi de Montenegro“. Био је у пријатељству са скадарским санџак-бегом (Фуриз-бег) и као закупник царских солана унапријеђивао трговину сољу. До уклањања Стефана II Црнојевића, 1498. године, уз њега је Алекса Божидаревић био једини спахија Црне Горе, да би потом био први представник народа Црне Горе пред османским властима, све до доласка Скендера Црнојевића (Скендербега Црнојевића) 1513. године. У турском дефтеру из 1521. године се спомиње син Божидарев, мусалем Алекса – у махали Радићевић (Његуши) а у дефтеру из 1523. године његово је земљиште уписано на име Вуксана Радосављева (име Алексе Божидаревића се не помиње).